# Saint-Gaudens Double Eagle
Saint-Gaudens Double Eagle – amerykańska złota moneta obiegowa o nominale 20 dolarów amerykańskich (tzw. Double Eagle), zaprojektowana przez amerykańskiego rzeźbiarza Augustusa Saint-Gaudensa i wybijana przez U.S. Mint w latach 1907–1933. Bicie monet o tym nominale zostało ustanowione na mocy uchwalonego przez Kongres Coinage Act of 1849. Emisja w 1907 roku Saint-Gaudens Double Eagle zastąpiła emitowaną od 1850 roku Liberty Head Double Eagle.
Emisja monety została wstrzymana decyzją prezydenta Franklina D. Roosevelta z 5 kwietnia 1933 roku, która nakazała zwrot złotych monet do Rezerwy Federalnej. 30 stycznia 1934 roku wszedł w życie Gold Reserve Act, który ostatecznie wycofał złoto z obiegu w Stanach Zjednoczonych.
Projekt monety sprawił, że współcześnie zaliczana jest do grona najpiękniejszych monet amerykańskich.

## Tło historyczne
2 kwietnia 1792 roku Kongres uchwalił Coinage Act of 1792, który zezwolił na bicie monet różnych wartości, w tym monet złotych o nominale 10 dolarów amerykańskich zwanych Eagle. Była to wówczas moneta o największym nominale w Stanach Zjednoczonych. Kruszec używany do produkcji amerykańskich złotych monet nie pochodził ze Stanów Zjednoczonych. Był on nabywany za granicą pod postacią sztab lub złotych monet. Dopiero odkrycie i wydobycie złota na przełomie XVIII i XIX wieku w Karolinie Północnej stworzyło źródło zaopatrzenia Stanów Zjednoczonych w złoto na lokalnym rynku.
Istotny wpływ na złote mennictwo w Stanach Zjednoczonych miała kalifornijska gorączka złota zapoczątkowana 1848 roku. Ilość złota napływająca na rynek krajowy sprawiła, że w stosunku do srebra kruszec ten upowszechnił się i zaczął tracić na wartości. W styczniu 1849 roku James I. McKay zapowiedział, że przedłoży pod głosowanie prawo, które zreformuje wartości złotych monet. 1 lutego Charles G. Atherton zaproponował poprawkę do projektu ustawy McKaya, która wprowadzałaby do obiegu monety o nominale 20 dolarów. 20 lutego przedstawiono projekt ustawy będącej połączeniem propozycji McKaya i Athertona. Została ona zaakceptowana przez Izbę Reprezentantów. Senat przyjął 3 marca 1849 roku ustawę Coinage Act of 1849, która ustanowiła tym samym bicie złotych monet w rozdziale CIX.
Zgodnie z ustaleniami poczynionymi w Coinage Act of 1792 stosunek srebra do złota na 15 do 1. Okazało się, że na rynku stosunek ten wynosił 16 do 1. Doprowadziło to do przetopu złotych monet na rynku, a następnie sprzedaży za wartość wyższą niż zdeklarowana. Sytuacja zmieniła się w 1834 roku, kiedy uchwalono Coinage Act of 1834. Na mocy tej ustawy zredukowano wagę złotych monet tak, aby zachować ich wartość i jednocześnie powstrzymać ich przetop. Na mocy tego prawa moneta o nominale 10 dolarów powinna mieć 232 grany czystego złota (15,033 g), a nie jak według standardu ustalonego w Coinage Act of 1792 – 247,5 grana (16,037 g).
Pierwszą monetą Double Eagle w obiegu w Stanach Zjednoczonych była Liberty Head Double Eagle projektu Jamesa B. Longacre’a. Była ona emitowana w trzech odmianach od 1850 roku do 1907 roku.

## Projekt monety i obieg

### Wybór Saint-Gaudensa i projekt monety
W 1904 roku prezydent Theodore Roosevelt napisał do sekretarza skarbu Lesliego M. Shawa z pytaniem, czy można by wpłynąć na wygląd amerykańskich monet bez uzyskiwania na to zgody Kongresu. W styczniu 1905 roku poprosił Shawa o skontaktowanie się z dyrektorem U.S. Mint oraz zaproponował Augustusa Saint-Gaudensa jako osobę, która mogłaby wykonać projekty. W listopadzie 1905 roku Roosevelt podjął decyzję o zmianie wyglądu amerykańskich monet i w tym celu nawiązał korespondencję z Saint-Gaudensem na ten temat. O wyborze tego artysty zadecydowały dwie kwestie. Pierwsza była taka, iż Saint-Gaudens zaprojektował medal na inaugurację zaprzysiężenie Roosevelta na prezydenta Stanów Zjednoczonych w 1904 roku. Wizerunek medalu spotkał się z uznaniem ze strony prezydenta. Drugą kwestią, która przyczyniła się do wyboru Saint-Gaudensa na projektanta nowych wizerunków monet, był podziw obu dla sztuki starożytnej Grecji. Rzeźbiarz zgodził się wykonać projekty wizerunków nowych monet dla U.S. Mint za sumę 5000 dolarów amerykańskich. Zobowiązał się do tego, że wszystkie będą nawiązywać do starożytności.
W korespondencji z rzeźbiarzem prezydent był świadom, że kierownictwo mennicy oraz duża część amerykańskich przedsiębiorców byłaby niezadowolona z pełnej zmiany wizerunków monet, ale wierzył, że można dostosować założenia sztuki antycznej do wymogów czasów, w których obaj żyli. Już na wstępnym etapie projektowania Saint-Gaudens zapewnił prezydenta, że będzie w stanie wykonać projekt monety, której relief będzie stanowić kompromis pomiędzy wysokim, starożytnym reliefem monet, a niskim reliefem monet współczesnych. Saint-Gaudens i Roosevelt podzielali ten sam pogląd, że dewiza „In God We Trust” nie powinna pojawiać się na monecie. Prezydent twierdził, że odwoływanie się do Boga na monecie było niewłaściwe, natomiast według rzeźbiarza dewiza ta negatywnie wpływała na prostotę wizerunku monety. Również motto „E Pluribus Unum” zostało uznane za zbędne i zakłócające odbiór legendy monety. Saint-Gaudens umieścił je na krawędzi monety. Przekonał on także Roosevelta, że data wybicia monety powinna być zapisana cyframi rzymskimi, aby lepiej odwoływać się do antyku. Pomysły rzeźbiarza nie były pozytywnie odbierane przez amerykańską mennicę i spotykały się z licznymi sprzeciwami. Jednak za każdym razem w obronie Saint-Gaudensa osobiście stawał prezydent. Na awersie monety rzeźbiarz umieścił kroczącą Miss Liberty, której postać nawiązywała do rzymskiej bogini Wiktorii. Inspiracją dla projektu sylwetki była kochanka Saint-Gaudensa Davida Clark. Miss Liberty jedną stopę opiera na głazie, w swojej lewej ręce trzyma gałązkę oliwną, a w prawej pochodnię. Postać znajduje się na tle promieni słonecznych, a po jej lewej stronie, w oddali, Saint-Gaudens umieścił mały budynek Kapitolu. Nad postacią znalazł się napis „LIBERTY”. Na dole, po prawej stronie od Miss Liberty umieszczono datę wybicia. Pod nią Saint-Gaudens umieścił swój monogram. Dookoła postaci znajdowało się 46 gwiazd, które miały symbolizować stany przyłączone do Unii w tamtym czasie. Rewers został zaprojektowany tak, aby przedstawiać majestatycznego orła w locie na tle słońca i rozchodzących się promieni słonecznych. Motyw orła został zaczerpnięty z centa Flying Eagle. Na górze, wzdłuż krawędzi umieszczono nazwę państwa, a pod nią nominał monety z nazwą waluty.

### Emisja monety

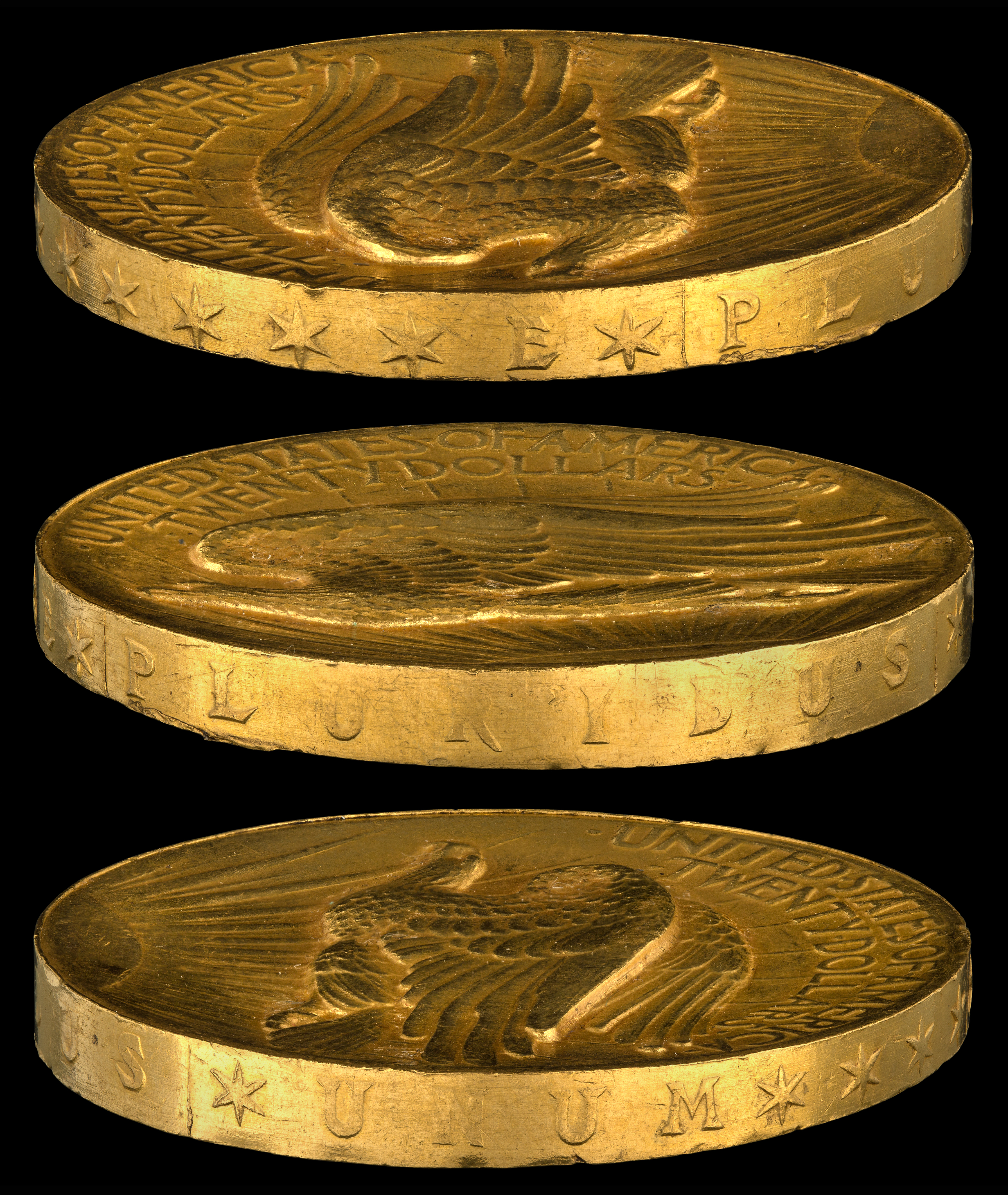
Krawędź monety z mottem „E PLURIBUS UNUM”. Litery rozdzielone gwiazdami.

W sierpniu 1907 roku Saint-Gaudens zmarł. Prezydent Roosevelt nalegał, aby nie zwlekać dłużej z rozpoczęciem bicia monet. W tym celu napisał specjalny list do sekretarza skarbu George’a B. Cortelyou, żeby przekazać kierownictwu mennicy bicie monet według nowego projektu. W tym samym roku rozpoczęto wybijanie i emisję monet, jednak od strony technicznej sprawiało to wiele problemów. Saint Gaudens dbał o wynik artystyczny i wykonał projekt o głębokim reliefie, co powodowało, że moneta nie mogła być bita za jednym uderzeniem maszyny. Główny rytownik amerykańskiej mennicy Charles E. Barber sprzeciwiał się emisji monet w takiej formie, ponieważ krawędź monety była dwukrotnie wyższa niż dotychczasowych monet, a z kolei pola awersu i rewersu były bardzo wklęsłe. W rezultacie pole monety łączyło się z krawędzią bez otoku, tworząc ostre wykończenie. Krytyce poddano także sposób zapisu daty (MCMVII – 1907), który był nieczytelny dla zwykłego użytkownika monety na rynku. Jednak presja ze strony Roosevelta była tak duża, że nie wstrzymano wybijania monet. Jedna moneta, aby zostać wybita zgodnie z projektem Saint-Gaudensa, musiała otrzymać pięć uderzeń prasy hydraulicznej. Monety kolekcjonerskie (bite stemplem lustrzanym) wymagały od ośmiu do dziewięciu uderzeń. Dopiero po wyemitowaniu 11 250 sztuk monet obiegowych postanowiono dokonać niezbędnych zmian w projekcie. Rytownicy mennicy zmniejszyli relief pod naciskiem Barbera. Zmieniono także zapis daty na zapis cyframi arabskimi. W takiej formie drugą odmianę monety bito w latach 1907–1908 (5 294 968 sztuk).
Ciągłym problemem w wizerunku monety pozostawał brak dewizy „In God We Trust”. Było to przedmiotem krytyki religijnych przedstawicieli Kongresu. Prezydent dalej podtrzymywał swój sprzeciw wobec umieszczeniu odwołania się do Boga na monecie mogącej być w użyciu w miejscach, w których ludzie nie zachowywali się moralnie. Wbrew opinii Roosevelta Kongres wymógł umieszczenie dewizy na monecie. Znalazła się ona na rewersie, nad łukiem wschodzącego słońca. Odmiana ta była bita i emitowana od 1908 roku. Od 1912 roku liczba gwiazd na awersie zmieniła się i wzrosła do 48.

### Reformy Franklina D. Roosevelta
I wojna światowa doprowadziła w Europie do wzrostu inflacji i potrzeby kreowania pieniądza w związku z wydatkami na cele wojenne. W rezultacie standard złota w Europie przestał obowiązywać w praktyce. W 1925 roku próbowano do niego powrócić, ale ciągły wzrost inflacji sprawił, że giełdy zaczęły odchodzić od tego standardu. W 1929 roku doszło w Stanach Zjednoczonych do Wielkiego Kryzysu. Bezrobocie stawało się coraz większe, a banki i towarzystwa ubezpieczeniowe ogłaszały upadłość. Doprowadziło to do obaw o amerykański system monetarny oraz jego stabilność. Większość monet wybijanych od 1929 roku pozostawała w państwowych rezerwach złota. Niewielka ich ilość był wprowadzana do obiegu. 5 kwietnia 1933 roku prezydent Franklin D. Roosevelt ogłosił, że złote monety powinny zostać zwrócone do Rezerwy Federalnej do 1 maja. Obywatelom zakazano posiadania jakiegokolwiek złota z wyjątkiem złota w ilościach wymaganych do użycia w przemyśle lub sztuce, monet mających wartość kolekcjonerską oraz złotych monet nie przekraczających wartości 100 dolarów. Jeszcze tego samego roku, 28 grudnia, usunięto trzeci wyjątek pozwalający na posiadanie złota. 30 stycznia 1934 roku wszedł w życie Gold Reserve Act. Stanowił on, że złote mennictwo zostanie wstrzymane, a całe złoto powinno zostać wycofane z obiegu i przetopione w sztaby o wymiarach ustalonych przez Departament Skarbu.

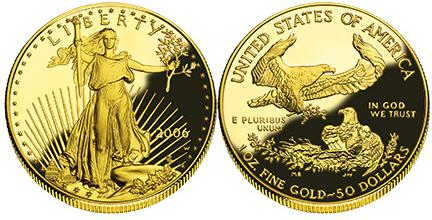
Awers i rewers bulionowej monety American Gold Eagle

Decyzja Roosevelta z kwietnia 1933 roku doprowadziła do wielu nieporozumień. Jeszcze w marcu 1933 roku wybito 100 000 monet o nominale 20 dolarów, a w kwietniu 145 500. Wydawało się wówczas, że wszystkie osoby, które nabyły monety Double Eagle jeszcze w marcu, zrobiły to legalnie. Rząd Stanów Zjednoczonych przyjął inną wykładnię, a mianowicie wszystkie nabyte w 1933 roku monety Eagle mogły być legalnie posiadane przez kolekcjonerów, ale w wypadku monet Double Eagle ich posiadanie było już uważane za nielegalne i wszystkie podlegały konfiskacie. W celu stworzenia centralnego magazynu dla tak dużych ilości złota rząd w 1936 roku zlecił budowę Fortu Knox.
W 1954 roku sekretarz skarbu George M. Humphrey zrewidował zapisy warunkujące posiadanie złota. Według nowych przepisów obywatele amerykańscy mogą posiadać monety uznane za mające szczególną wartość kolekcjonerską wyemitowane do 5 kwietnia 1933 roku. W 1986 roku w celu uhonorowania znaczenia monety Saint-Gaudens Double Eagle Departament Skarbu zadecydował o użyciu awersu tej monety w wizerunku amerykańskich monet bulionowych American Gold Eagle.

## Nakłady
Poniższa tabela przedstawia nakłady poszczególnych odmian monety:
| Odmiana                          | Lata emisji | Liczba monet   | Liczba monet      |
| Odmiana                          | Lata emisji | stempel zwykły | stempel lustrzany |
| -------------------------------- | ----------- | -------------- | ----------------- |
| Saint-Gaudens z wysokim reliefem | 1907        | 11 250         | ~ 25              |
| Saint-Gaudens bez dewizy         | 1907–1908   | 5 294 968      | ~ 5               |
| Saint-Gaudens z dewizą           | 1908–1933   | 64 981 428     | 687               |

## Opis monety

### Awers
Awersy wszystkich trzech odmian, prócz sposobu zapisu roku wybicia i liczby gwiazd, nie różniły się. Przedstawiały kroczącą Miss Liberty z jedną stopą na głazie. W swojej lewej ręce postać trzymała gałązkę oliwną, a w prawej zapaloną pochodnię. Miss Liberty kroczyła na tle rozchodzących się promieni, po lewej stronie od postaci, w oddali, umieszczono budynek Kapitolu. Nad postacią umieszczono napis „LIBERTY”. Dookoła Miss Liberty do 1911 roku znajdowało się 46 gwiazd, a od 1912 do 1933 roku było ich już 48. Symbolizowały one liczbę stanów w Unii. W 1907 roku rok wybicia zapisywano cyframi rzymskimi jako MCMVII. Po wybiciu 11 250 sztuk monety w tej odmianie zdecydowano się zmienić zapis na cyfry arabskie.
Znak mennicy znajdował się nad datą wybicia monety.

### Rewers
Rewers monety we wszystkich odmianach przedstawiał lecącego w lewą stronę orła na tle wschodzącego słońca i rozchodzących się promieni słonecznych. W 1907 roku na górze rewersu wybito nazwę państwa w formie „-UNITED-STATES-OF-AMERICA-”, a pod nią nominał monety „-TWENTY-DOLLARS-”. W latach 1907–1908 napisy te wybijano w formie „UNITED-STATES-OF-AMERICA” i „TWENTY-DOLLARS”. W trzeciej odmianie (1908–1933) nad łukiem słońca umieszczono dewizę „IN-GOD-WE-TRUST”.

### Opis fizyczny
Szczegóły opisu fizycznego monety:
- Waga: 33,43 g
- Średnica: 1⅜″ (34,925 mm)
- Kruszec: Au 900 (90% złota, 10% miedzi)
- Krawędź: z mottem „E PLURIBUS UNUM” (litery rozdzielone gwiazdami)
- Stempel: zwykły i lustrzany
- Mennica: Filadelfia, Denver, San Francisco

## Saint-Gaudens Double Eaglez 1933 roku współcześnie
Współcześnie w światowych zbiorach znajdują się jedynie trzy egzemplarze Double Eagle z 1933 roku o potwierdzonej autentyczności. Dwa są własnością rządu USA, a trzeci znajduje się w rękach prywatnego inwestora. Egzemplarz ten został w 2002 roku wystawiony na aukcji w domu aukcyjnym Sotheby’s i został sprzedany za cenę 7,6 mln dolarów amerykańskich. Nabywca pozostał anonimowy.
W 2003 roku Joan Langbord, córka Israela Switta podejrzewanego w latach 40. XX w. przez rząd Stanów Zjednoczonych o sprzedaż monet Double Eagle, zgłosiła się do oddziału U.S. Mint w Filadelfii z 10 egzemplarzami monety Saint-Gaudens Double Eagle z 1933 roku. Rodzina Langbordów chciała potwierdzić ich autentyczność. Jak twierdziła Joan Langbord, miała je odnaleźć w rodzinnej skrytce bankowej. Wszystkie egzemplarze zostały skonfiskowane przez przedstawicieli rządu Stanów Zjednoczonych. Rodzina wytoczyła proces, który miał na celu przyznanie im własności do odnalezionych monet. W lipcu 2011 roku sąd w Filadelfii przyznał rację stronie rządowej. Langbordowie złożyli apelację. W sierpniu 2012 roku sąd w Pensylwanii potwierdził wcześniejszy wyrok, argumentując, że monety zostały bezprawnie wyniesione z mennicy w Filadelfii w latach 30. XX wieku  .
16 i 17 marca 2012 roku moneta Saint-Gaudens Double Eagle z 1933 roku była prezentowana na wystawie w oddziale Muzeum Rzeźby im. Xawerego Dunikowskiego w warszawskiej Królikarni. Egzemplarz pochodzi z kolekcji Narodowego Muzeum Historii Amerykańskiej Smithsonian Institution.
6 czerwca 2021roku dom aukcyjny Sotheby's sprzedał wybitą w 1933 roku monetę Saint-Gaudens Double Eagle za 18,87 mln dolarów, co uczyniło ją najdroższą monetą na świecie. Był to ten sam egzemplarz, który został wylicytowany przez Stuarta Weitzmana w tym samym domu aukcyjnym w 2002 roku za cenę 7,6 mln dolarów.
Ze względu na projekt i wykonanie moneta uważana jest współcześnie za jedną z najpiekniejszych monet amerykańskich.